# Culture de la ville de Kargopol
La culture de la ville de Kargopol dans le Nord russe est renommée à plusieurs raisons : son architecture en pierre et en bois, son industrie artisanale liée au folklore, sa peinture russe ancienne, ses teintures de tissus, ses jouets en argile, ses ateliers de tissage et sa broderie. À la fin octobre 2019, Kargopol a été incluse dans la liste des villes créatives de l'UNESCO dans le domaine des métiers artisanaux et de l'art populaire.

## Architecture russe ancienne

### Architecture en pierre de la ville de Kargopol

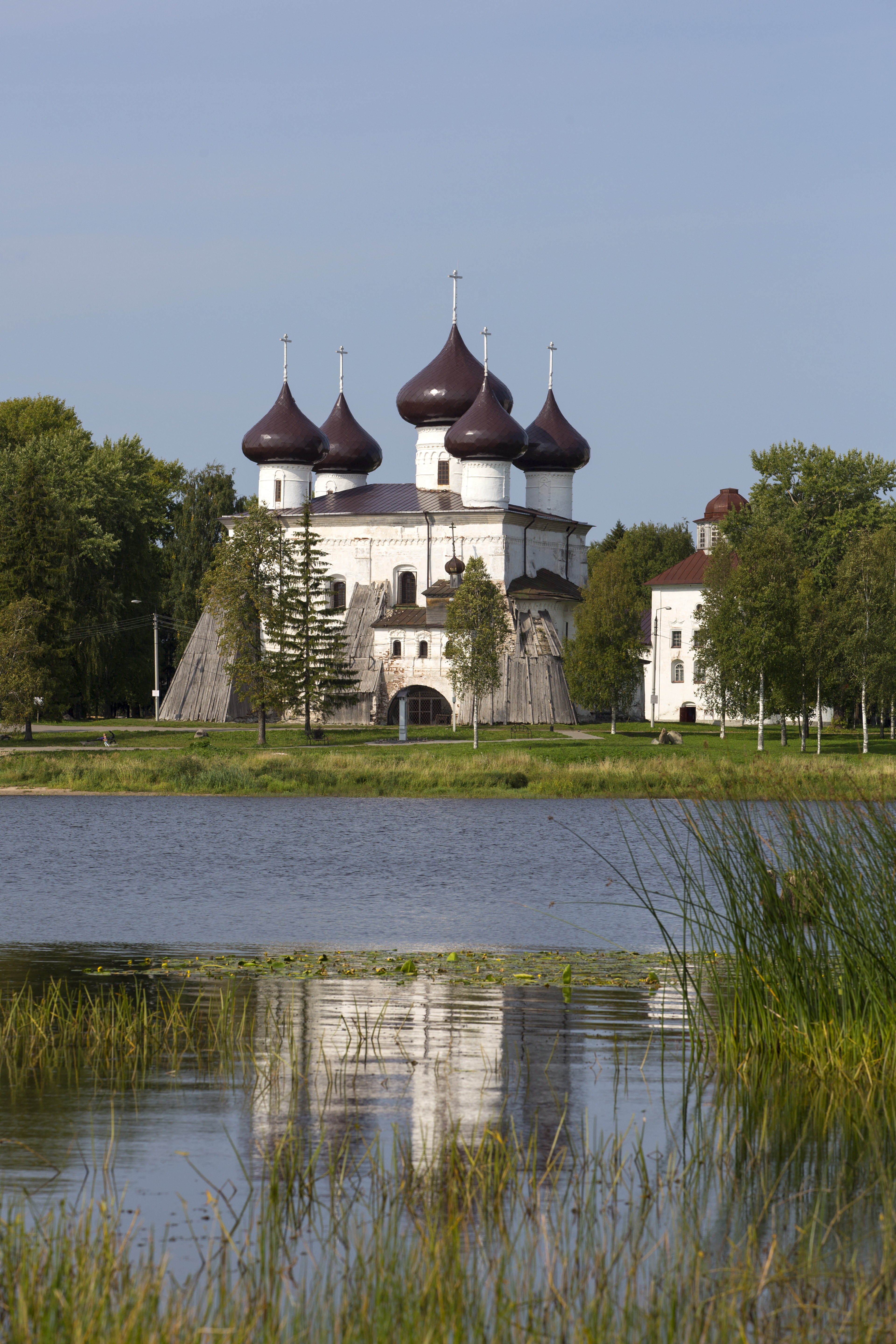
Cathédrale de la Nativité du Christ (Kargopol)

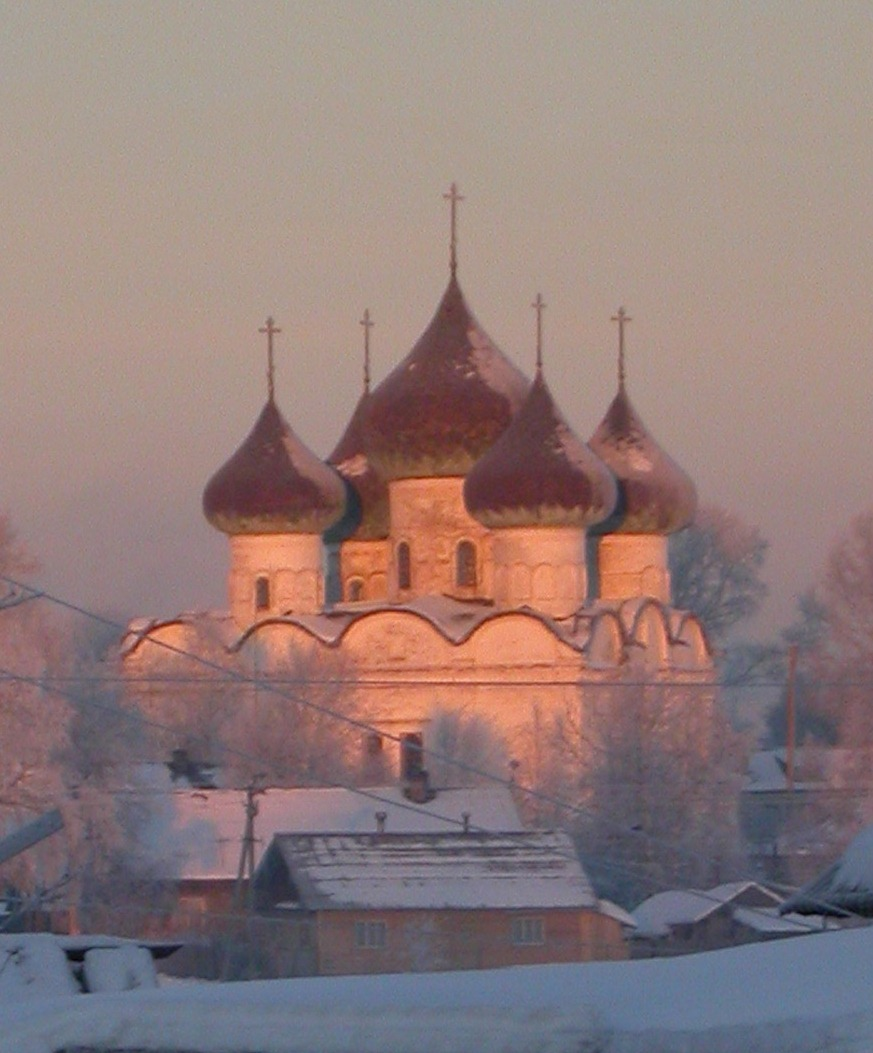
Église de la Résurrection (Kargopol)

L'architecture unique de la ville de Kargopol est née de la fusion de particularités provenant à la fois de Moscou et de Novgorod. De cette dernière, elle a repris la rigueur et la retenue dans les motifs, tandis que de la capitale, elle a repris la générosité des motifs décoratifs. Le plus ancien de ses monuments est la cathédrale de la Nativité du Christ qui date de 1552-1562. C'est l'église ancêtre de la tradition architecturale locale en pierre. La plus pittoresque est l'église de la Résurrection, du XVIIe siècle, qui réunit à la fois les caractéristiques de la cathédrale de la Dormition de Moscou au Kremlin de Moscou et de la cathédrale de la Nativité du Christ de Kargopol.
L'un des plus beaux exemples de l'architecture du XVIIe siècle est l'église de l'Annonciation admirée par le critique d'art et peintre Igor Grabar. Construite en 1692 par l'architecte Chakanov, elle a bénéficié à sa construction d'un don de 100 roubles de la part de Pierre Ier le Grand,.
Plusieurs autres églises remarquables sont situées à Kargopol, parmi lesquelles :
- L'église de la Nativité-de-la-Vierge (Kargopol),
- l'église Saint-Jean-Baptiste (Kargopol),
- l'église de l'Annonciation (Kargopol)
- l' église de la Présentation-de-Marie-au-Temple ,
- l'église Saint-Nicolas (Kargopol),
- l'église de la Trinité (Kargopol),
- l'Église Zosime-et-Savvati-sur-le-mont.

Églises de Kargopol
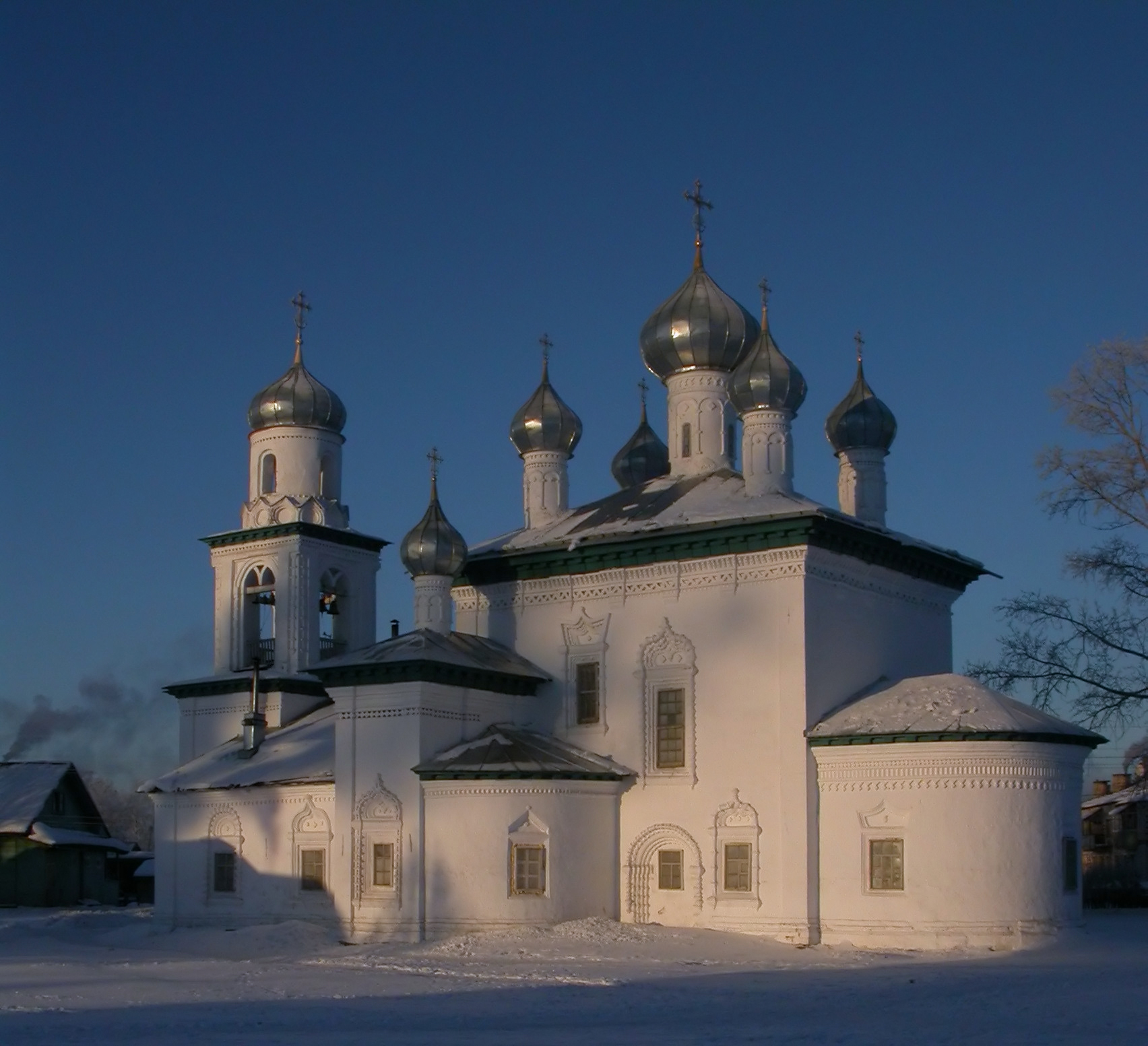
Église de la Nativité-de-la-Vierge (Kargopol)
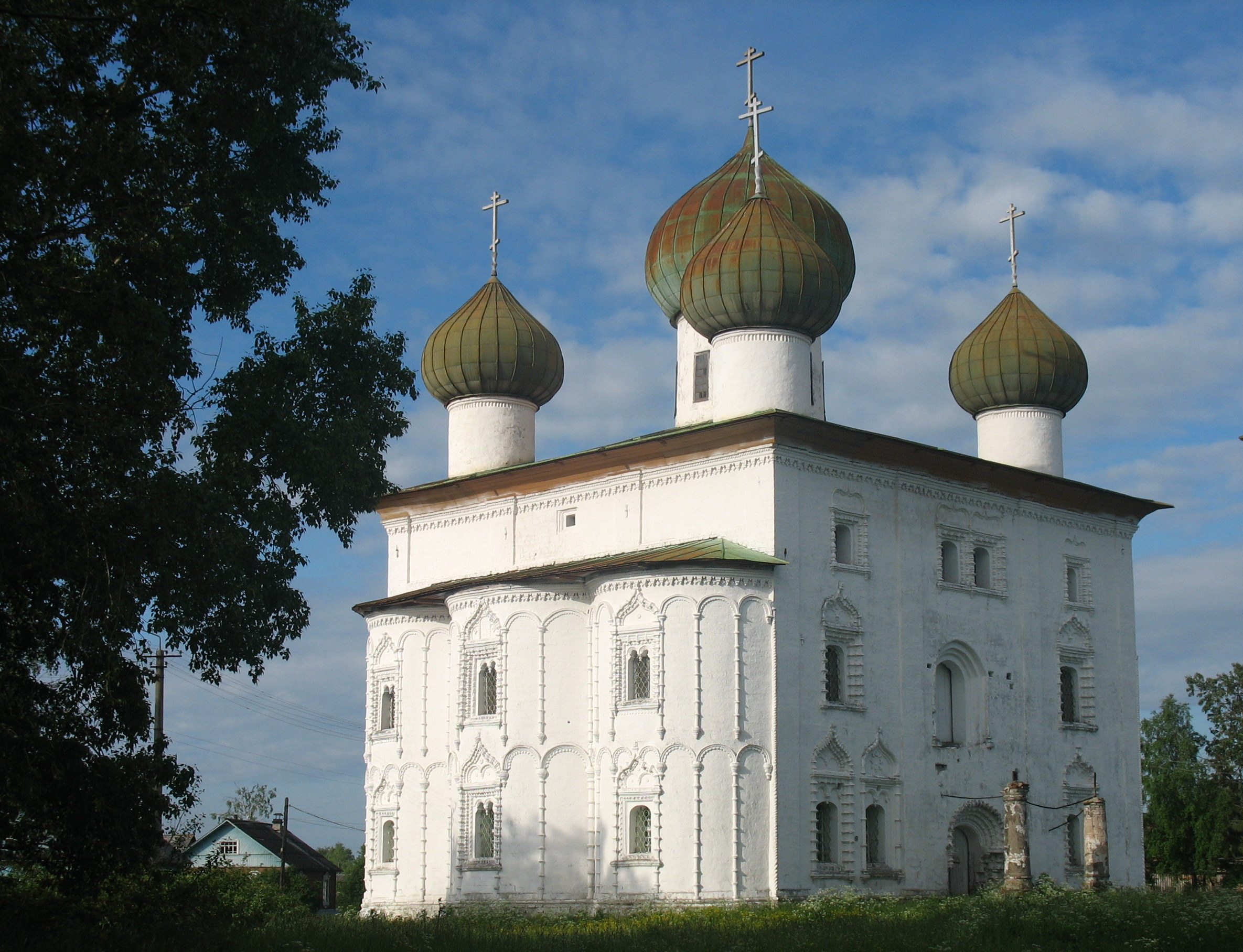
Église de l'Annonciation (Kargopol)
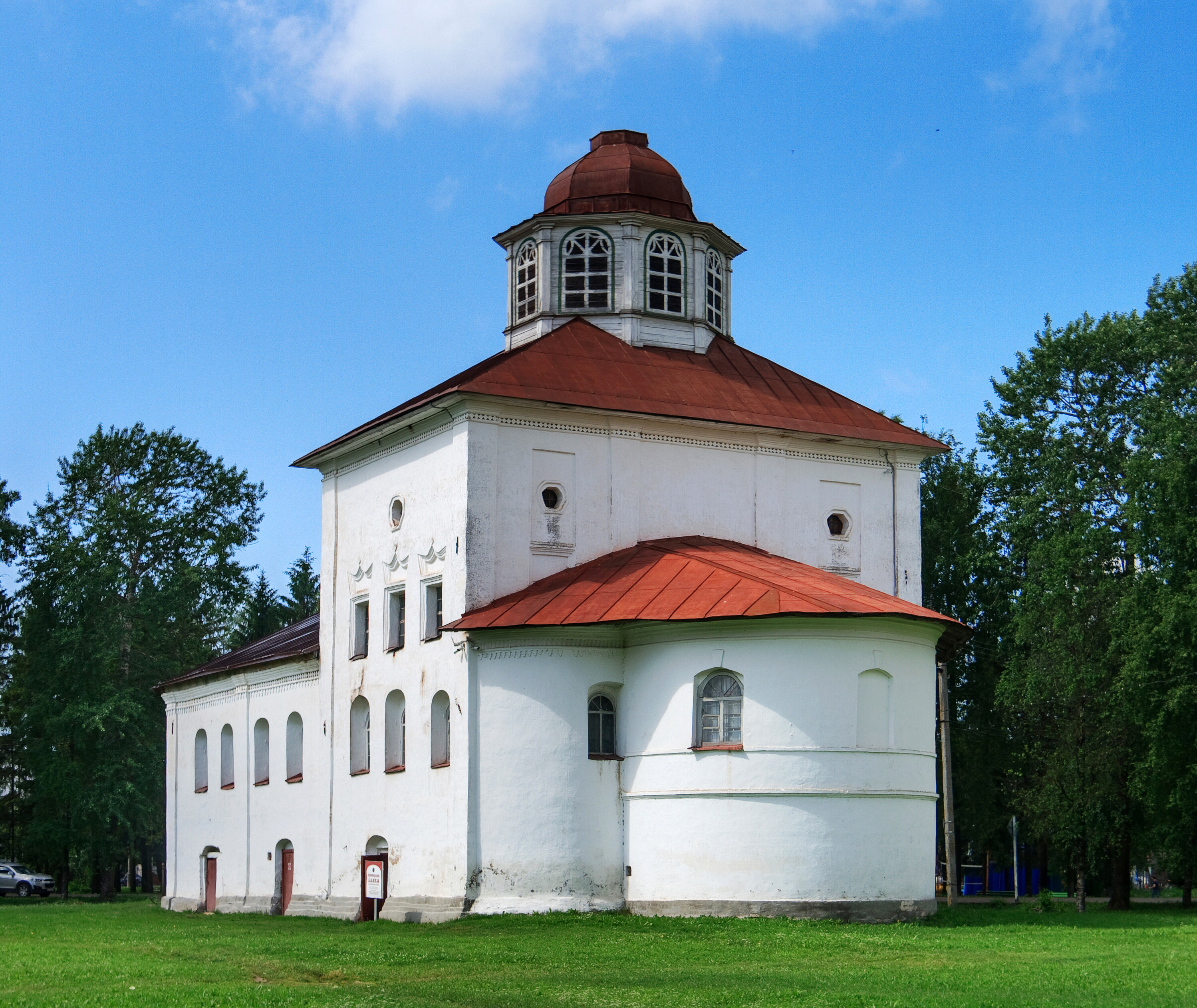
Église de la Présentation-de-Marie-au-Temple (Kargopol)
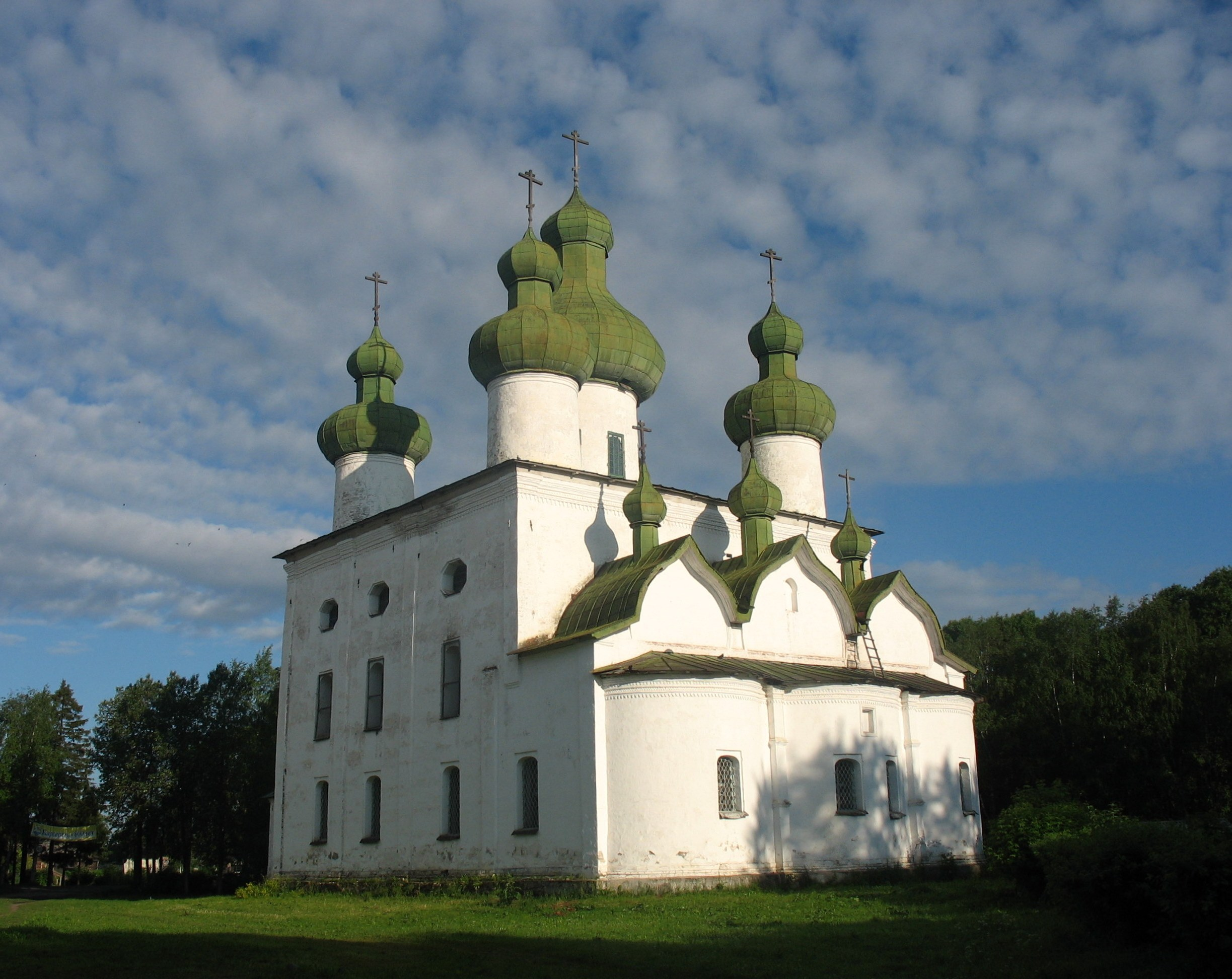
Église Saint-Jean-Baptiste (Kargopol)

### Architecture en bois de Kargopol
La ville de Kargopol est une réserve rare, avec celle de la ville de Vologda, où l'on peut trouver pratiquement tous les types d'habitations et d'églises en bois de la Russie du nord.
Les églises les plus simples ne comprennent qu'une seule pièce et peuvent être confondues avec des petites maison d'habitation si elles ne disposaient pas d'une coupole sur la crête du toit. Les plus complexes ont la forme d'une tour avec leur chatior au toit de belle dimension, raide et pentu, surmonté au sommet d'un petit bulbe. Certaines églises sont plus spacieuses et sont construites suivant la structure des tours angulaires des kremlins, par exemple l'église de Sretensko-Mikhailovskaïa dans le village de Krasnaïa Liaga, qui date de 1655.

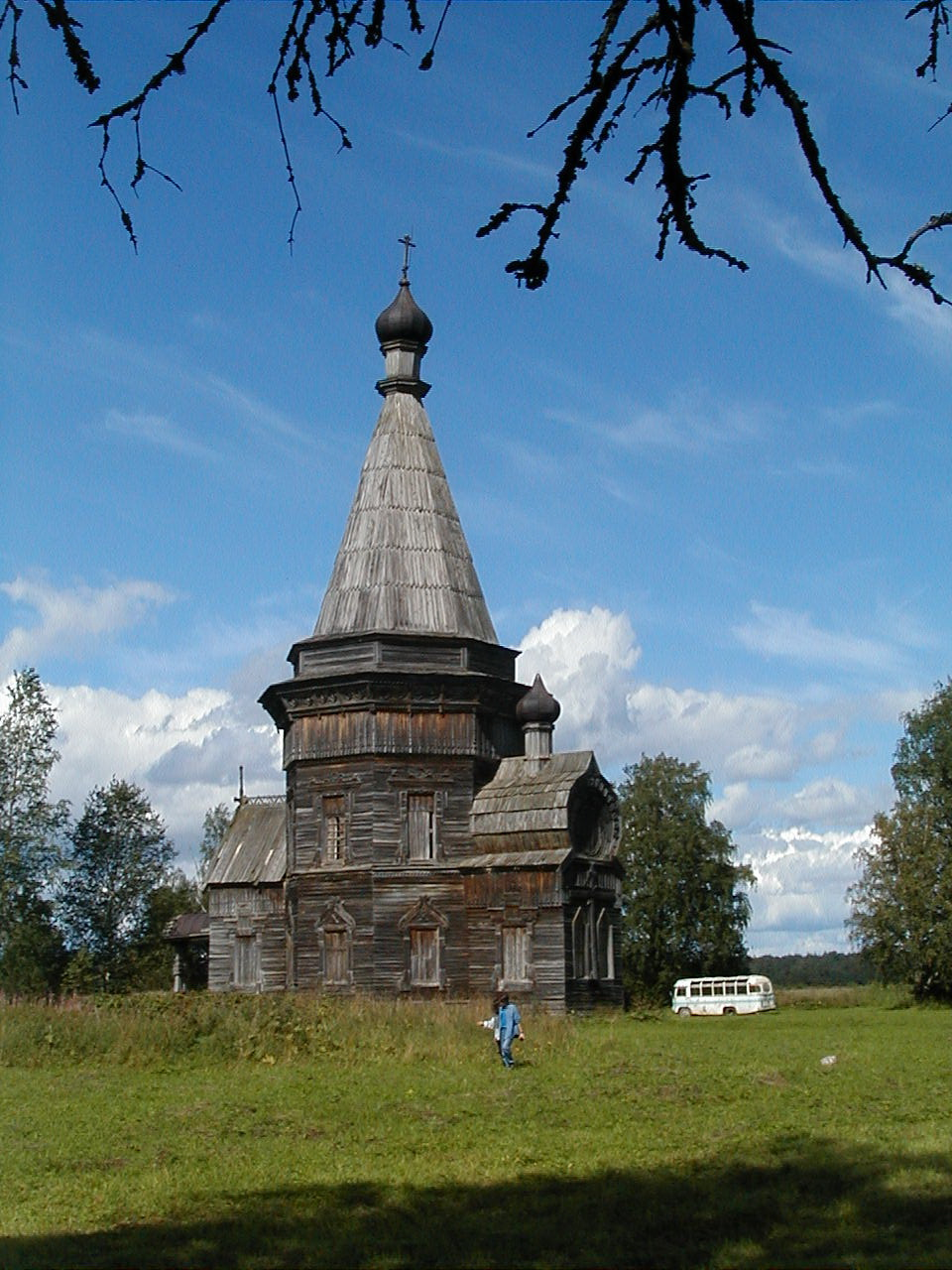
Église de Sretensko-Mikhailovskaïa (1655) dans le village de Krasnaïa Liaga

Le centre d'un village qui réunissait plusieurs hameaux était le pogost signifiant à la fois l'église, le cimetière, le marché.
Les pogosts du Nord servaient en même temps de centres administratifs et religieux, culturels et artisanaux. Certains étaient placés au carrefour de routes et de rues villageoises qui convergeaient vers eux comme des rayons.
Ainsi au Pogost (Ochevenski) (1778), trois foires de plusieurs jours avaient lieu chaque année, au cours desquelles les hautes clôtures des rondins du cimetière servaient d'appuis aux volets rabattables des commerçants pour disposer leur étal.
L'intérieur des églises en bois se présente souvent sous la forme de trois volumes : une église spacieuse d'été, une petite église d'hiver chauffée et, entre les deux, le clocher. Pour ne pas créer d'obstacle dans le champ visuel entre les villages, leur église et le cimetière, les paysans veillaient à couper des clairières ou percées dans la forêt. Ce sont les paysans eux-mêmes qui prenaient en charge la construction et l'entretien des églises. De ce fait, l'architecture de celles-ci reflète les goûts et les traditions populaires. La communauté décidait des choix des types de structure et quel artel préparerait les matériaux, les rondins de l'édifice à construire.
Les églises possèdent parfois leur trapeznaïa qui devient une salle du conseil pour tenir des réunions, pour rendre justice, pour conclure des contrats. On y conservait aussi les archives du district.
Les constructions en bois dans l'ouiezd de Kargopol étaient fort nombreuses. Selon les archives de la ville, il y avait 77 districts en 1561-1562, et au XVIIe siècle ce chiffre était de 83. Dans chaque district, il y avait un cimetière avec une, deux ou trois églises et clochers.
Parmi les villages situés à proximité de Kargopol qui possèdent une ou plusieurs églises en bois on peut citer:
- Chelokhovskaïa
- Gavrilovskaïa (raïon de Kargopol)
- Kazakovo
- Kiprovo
- Krasnaïa Liaga
- Pogost

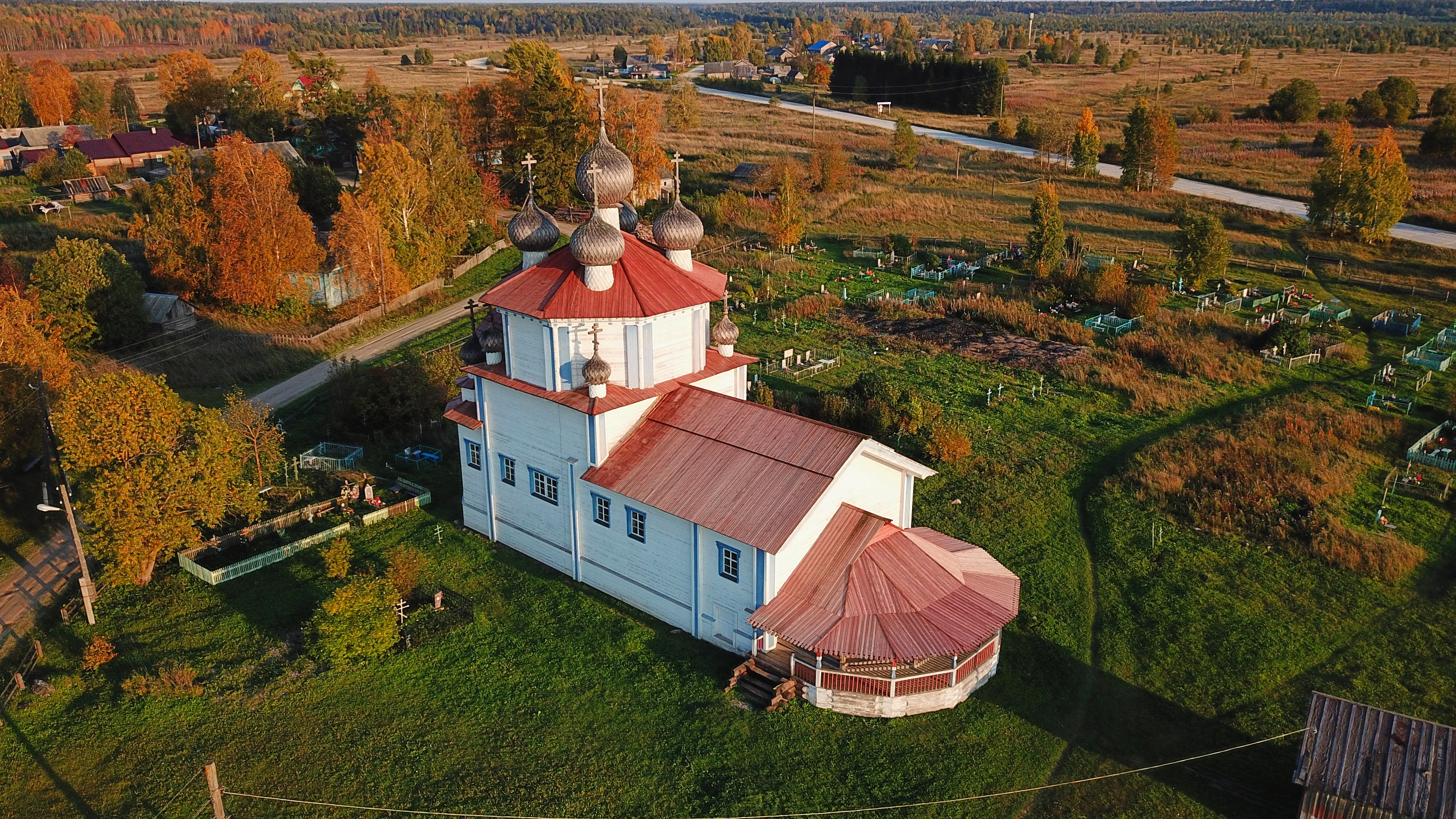
Église de l'Épiphanie à Gavrilovskaïa 1793
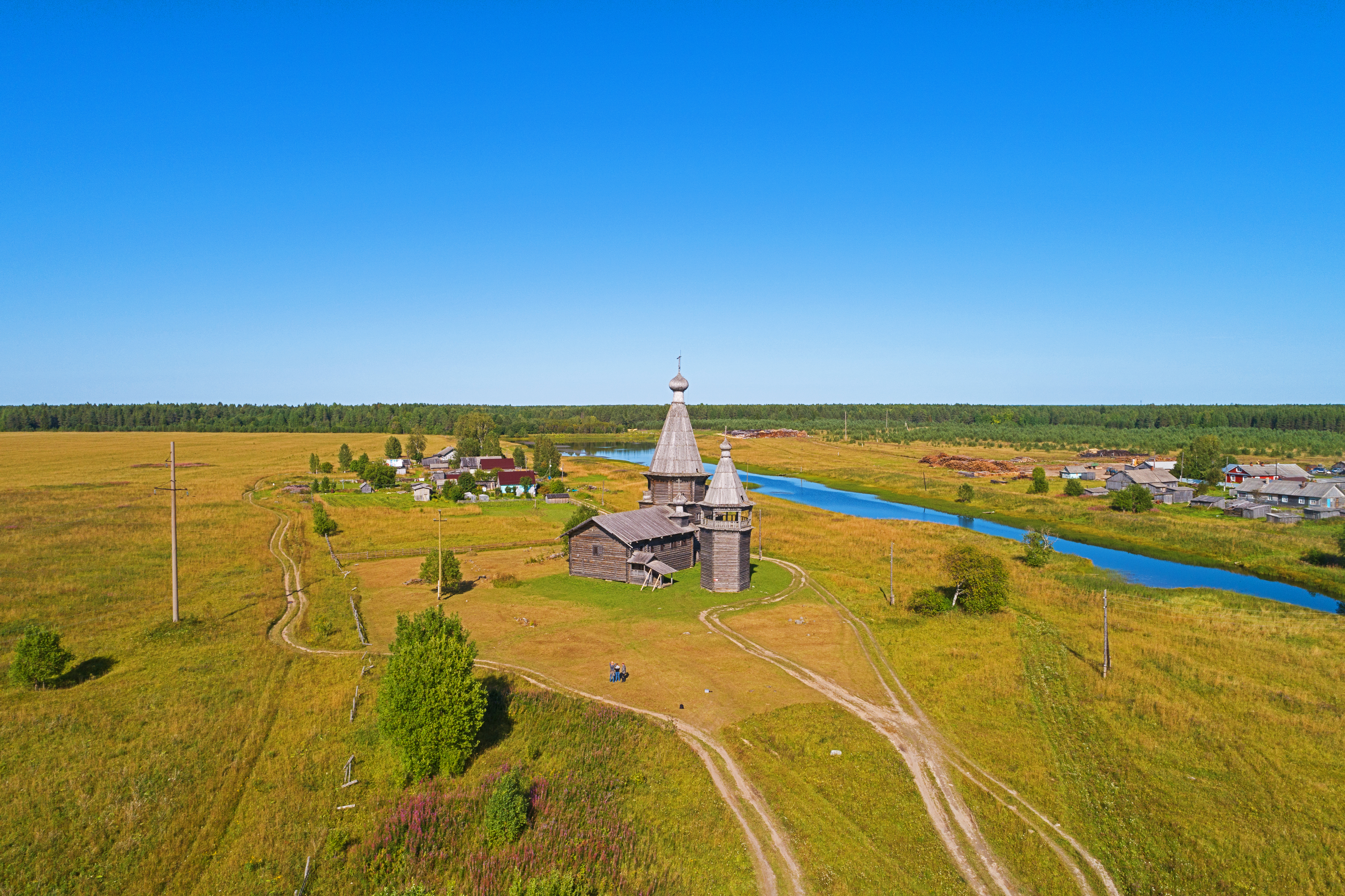
Saounino, église Saint-Jean-Chrisostome Kiprovo (oblast d'Arkhangelsk)
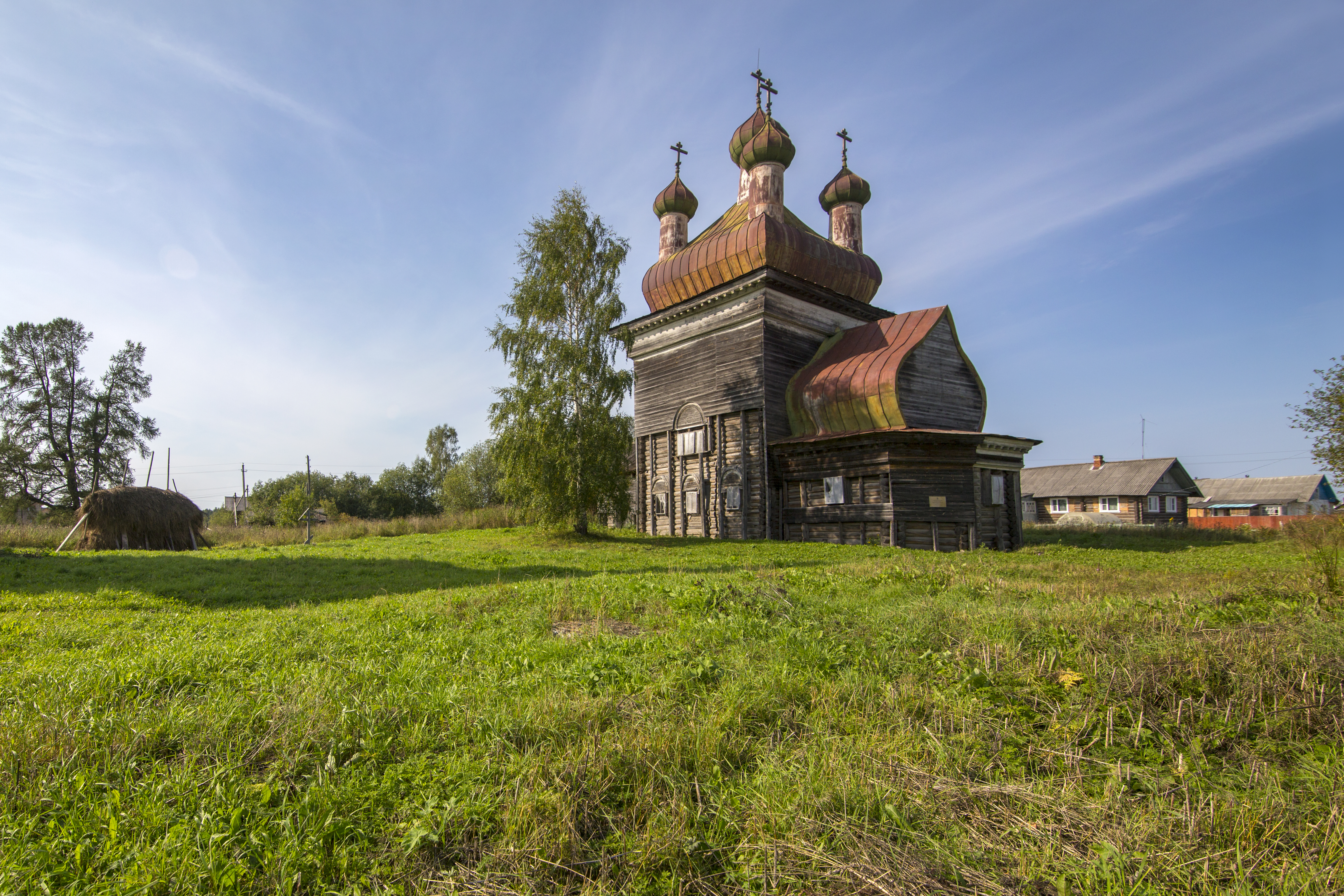
Chelokhovskaïa, église de Mikhaïl Archange
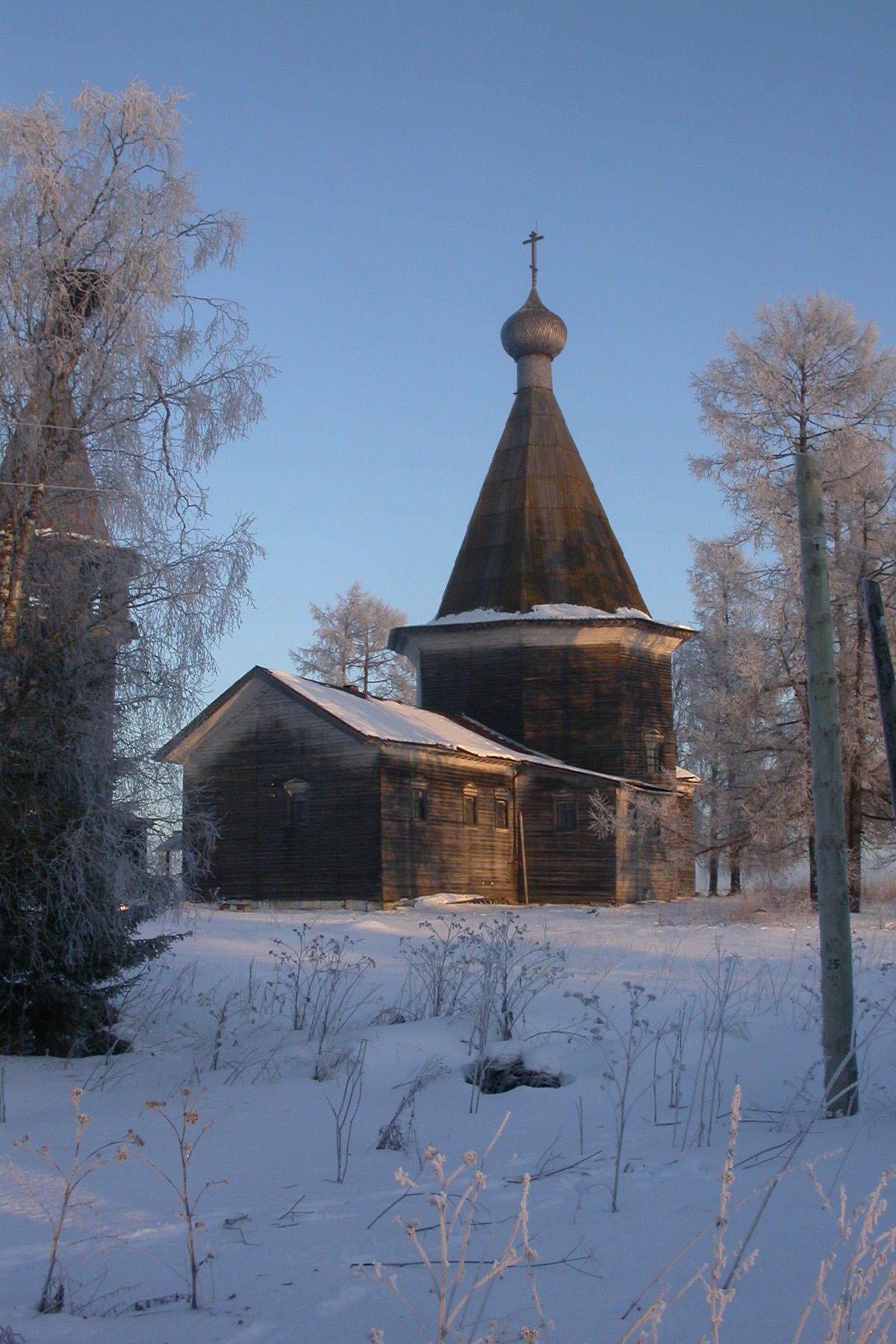
Église de l'Épiphanie à Pogost (Ochevenski)
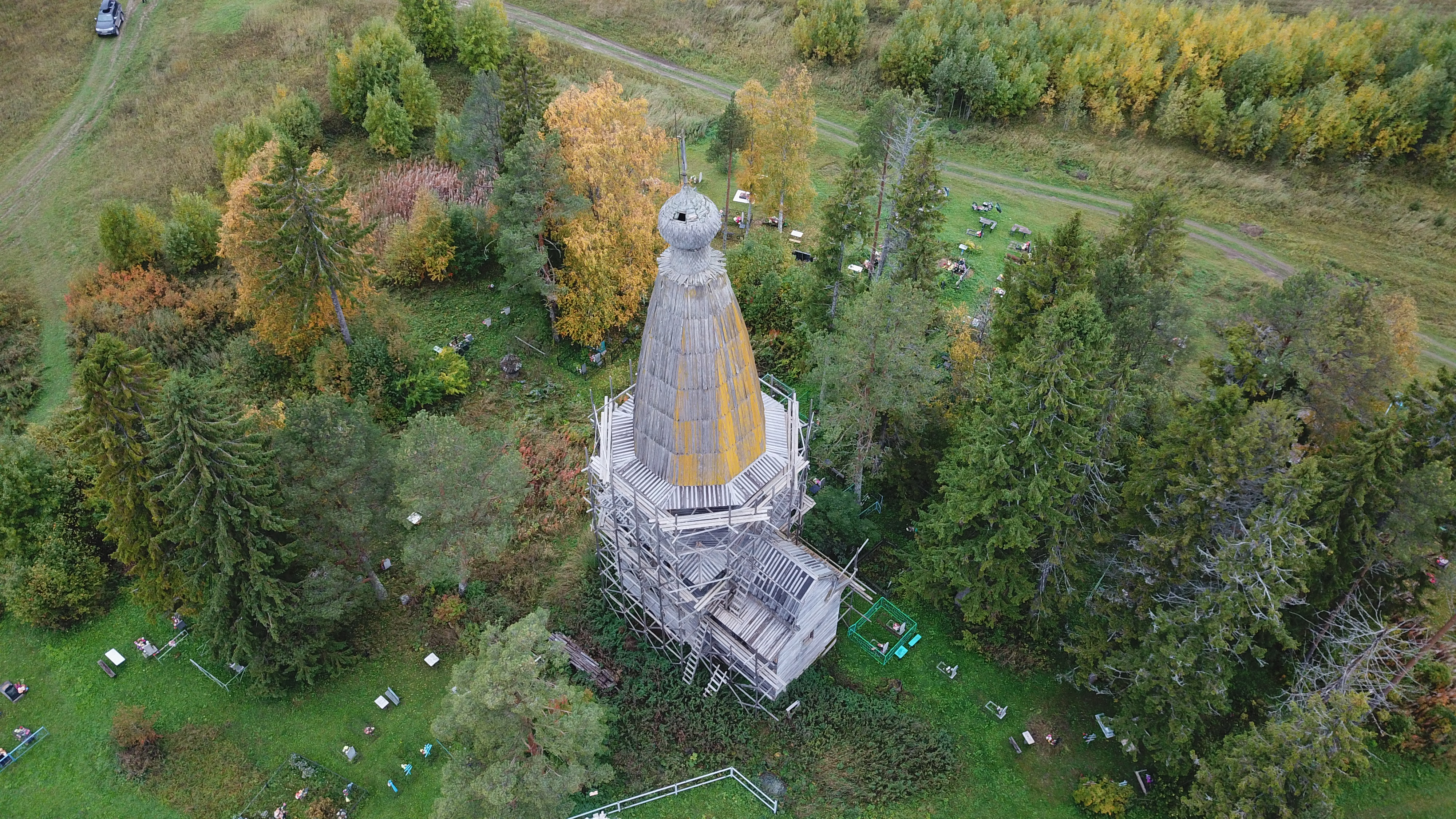
Église de la Nativité-du-Christ (Bolchaïa Chalga)

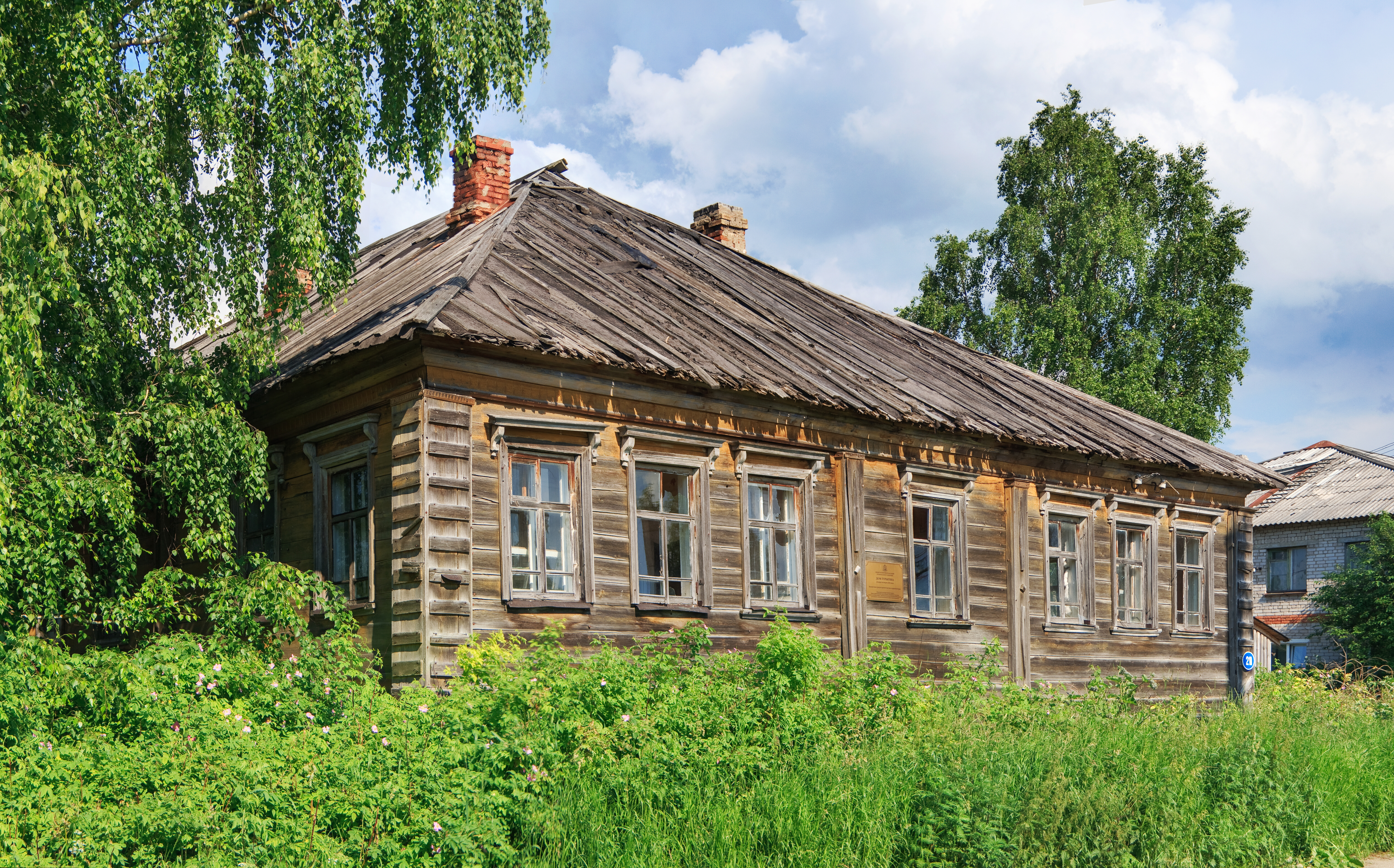
Maison 20 rue Bolotnikov à Kargopol
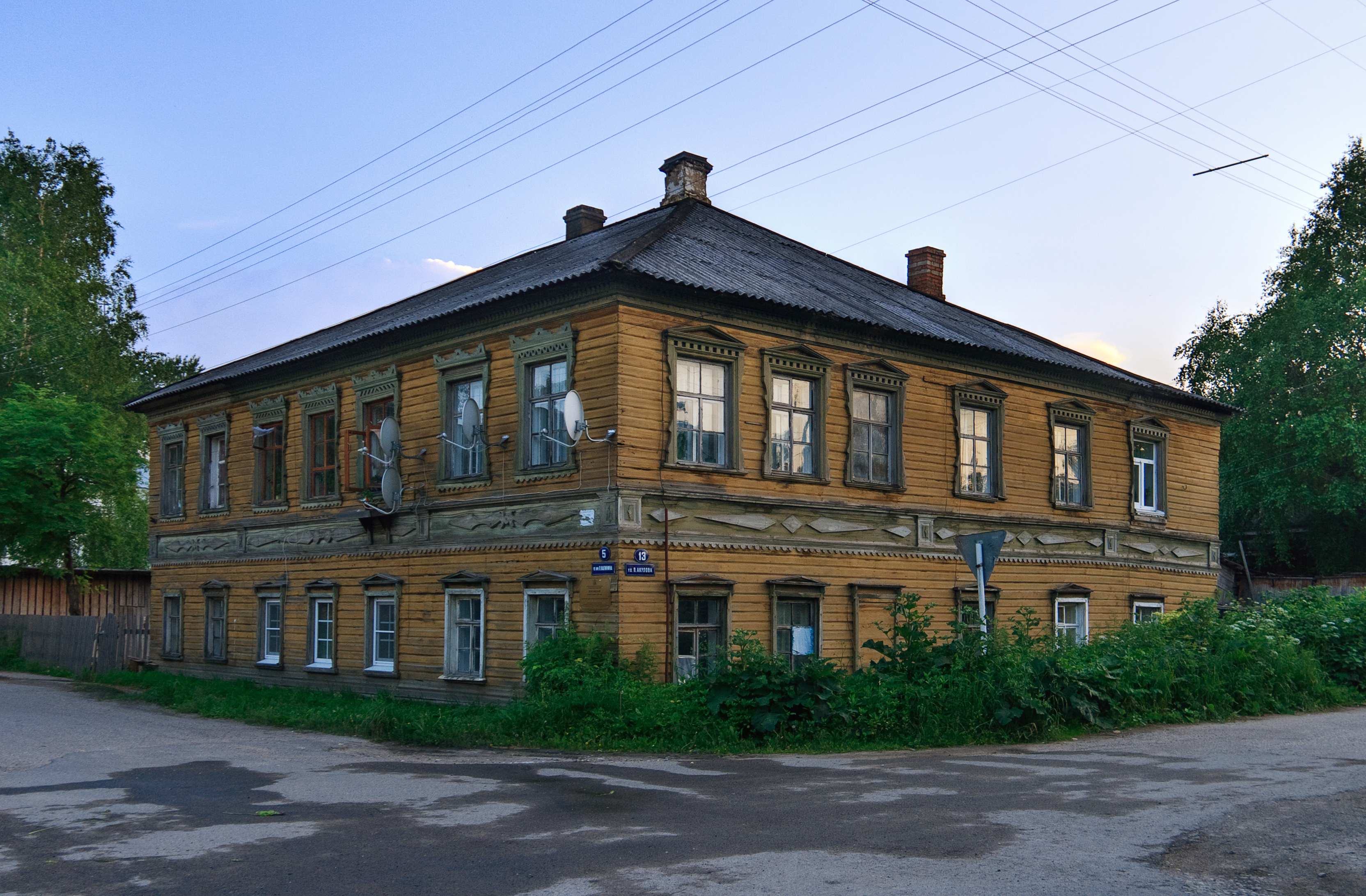
Maison 5 rue Kalinine n°13
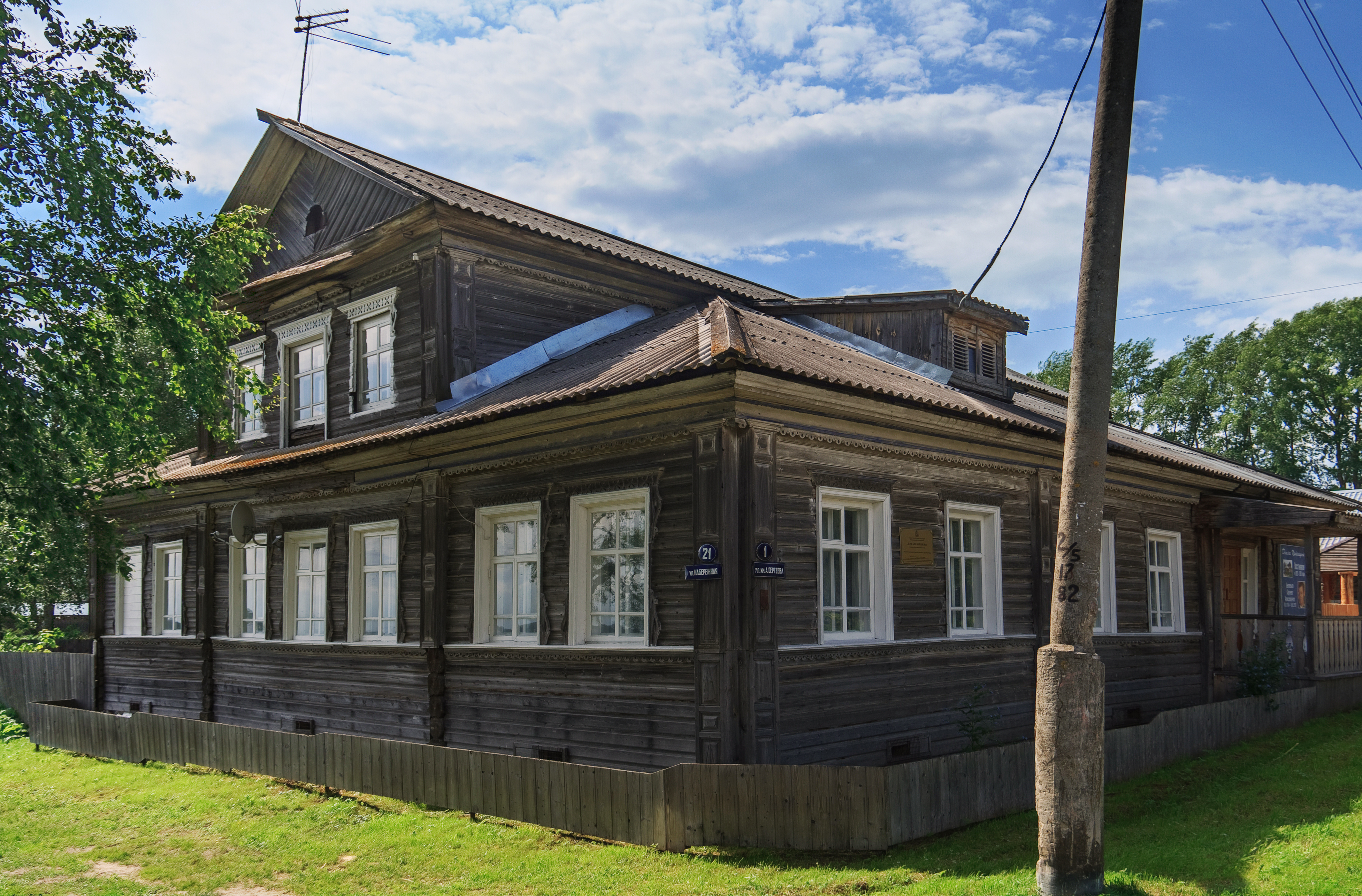
Maison au Quai 21 à Kargopol

Le monastère de la Dormition Alexandre Ochevenski se trouve à Pogost (Ochevenski) à quarante kilomètres au nord de la ville de Kargopol. Fondé en 1460 il est quasiment à l'état de ruine mais des travaux de reconstruction ont commencé en 2016.

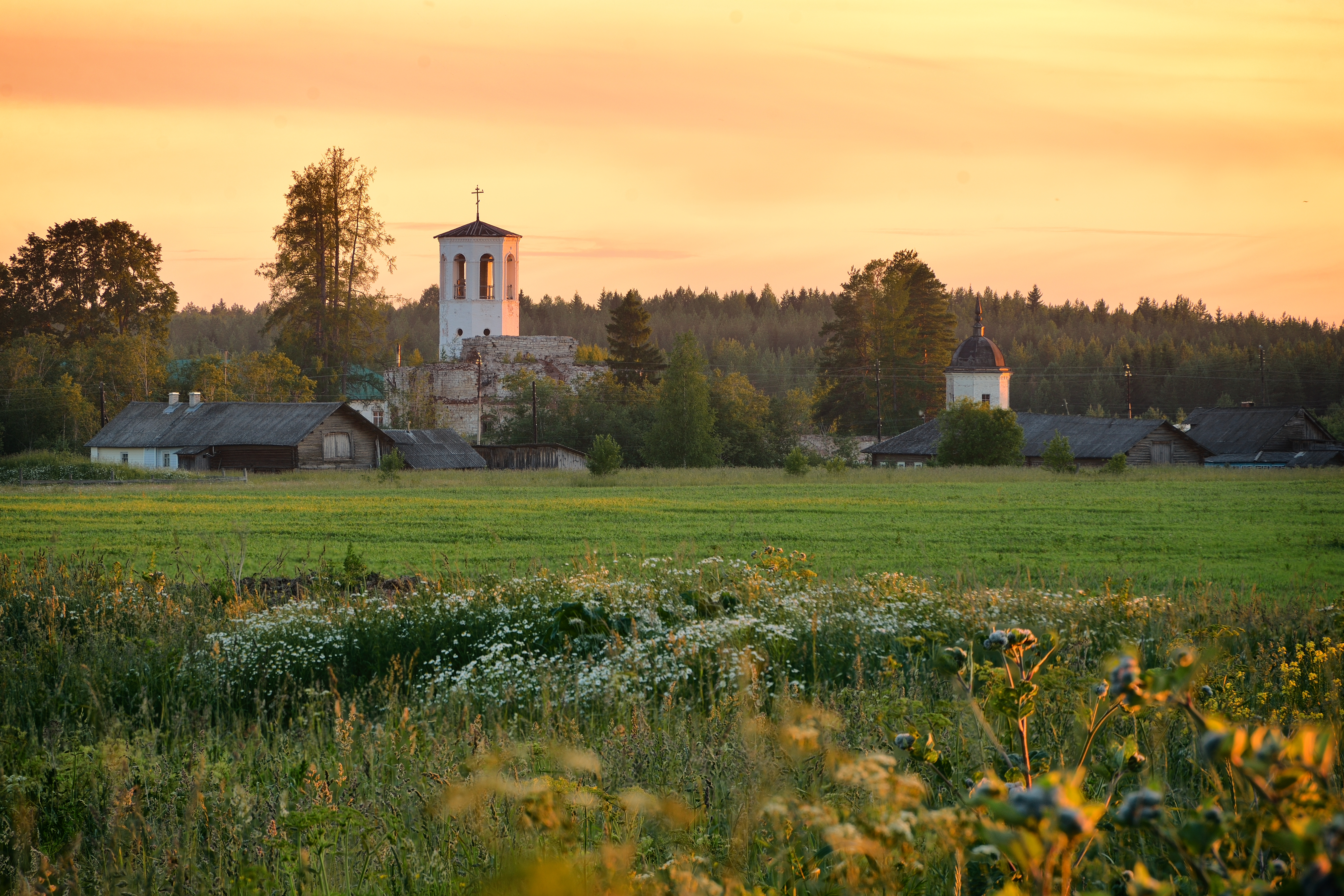
Le monastère de la Dormition Ochevenski

## Peinture et sculpture russe ancienne

### Iconographie
Kargopol était subordonnée au métropolite de Novgorod. Mais de nombreuses relations commerciales reliaient la ville également avec celle de Rostov. Les maîtres de la peinture d'icônes ont donc été formés et influencés par les maîtres des deux écoles de peinture (École de Novgorod et l'école de Rostov). L'art de l'école de Novgorod frappe par son énergie, sa force, sa dureté. Ses compositions sont aussi extrêmement concises, les rapports de couleurs sont très contrastés.
Mais l'iconographie de Kargopol reste différente de celle de Novgorod par sa simplicité naïve typique de la province. Certains de ses peintres ont été formés par l'école de Rostov, plus légère, plus lyrique, tournée vers le monde spirituel de l'homme. La palette des couleurs devient alors plus discrète. Mikhaïl Alpatov remarque qu'à Rostov prévalent les dégradés de bleu, de rose tendre, de mauve, de jaune crémeux.

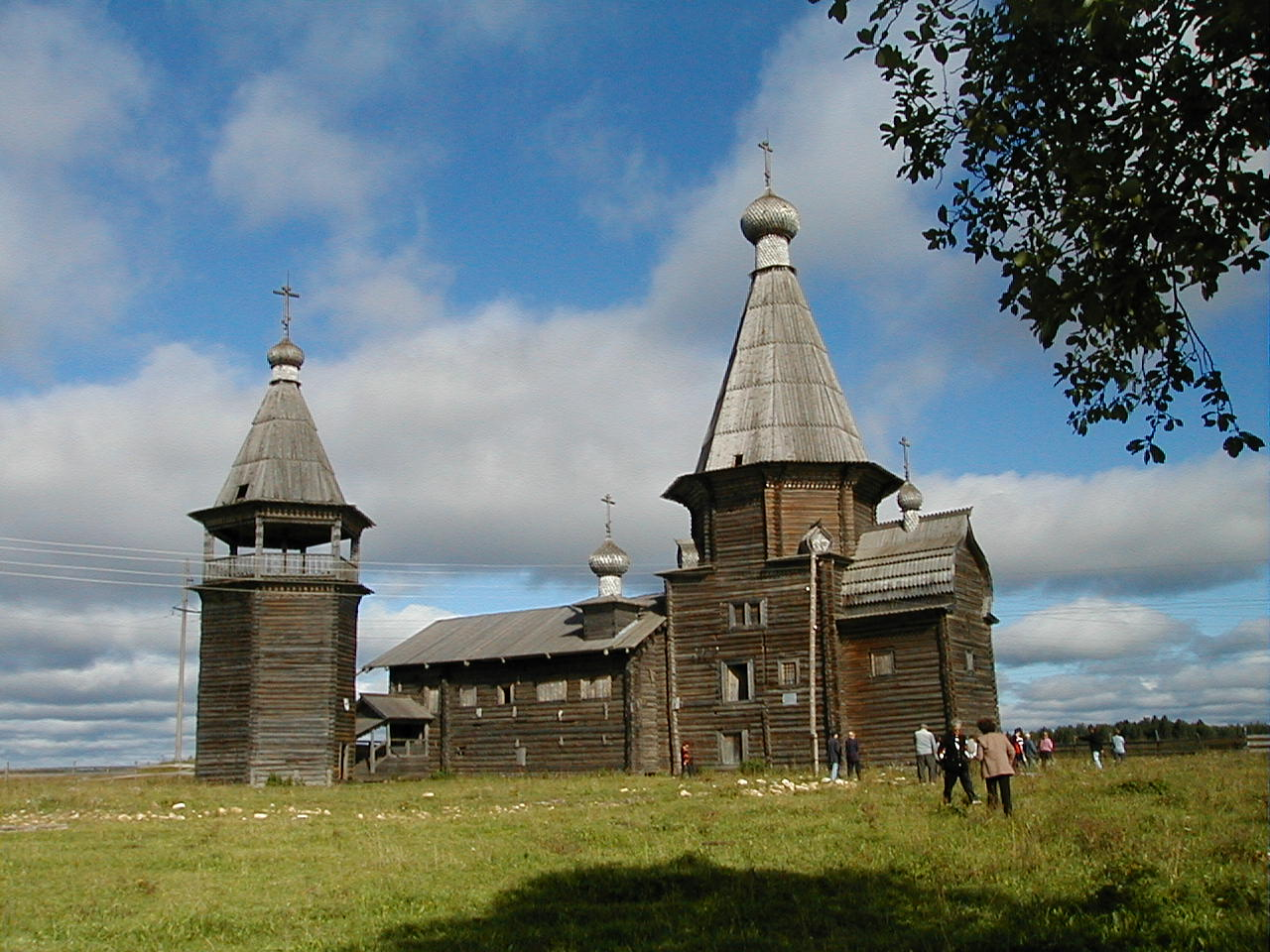
Kiprovo (oblast d'Arkhangelsk) Pogost de Saounino. Église Saint-Jean-Chrysostome

 Les icônes et la peinture de Kargopol diffèrent de celles d'autres régions du Nord russe : les couleurs sont discrètes, froides même, les figures des personnages sont moins volumineuses, la technique est simplifiée.
La peinture à Kargopol est très nettement liée à l'art des paysans, à la tradition populaire du tissage, du folklore.

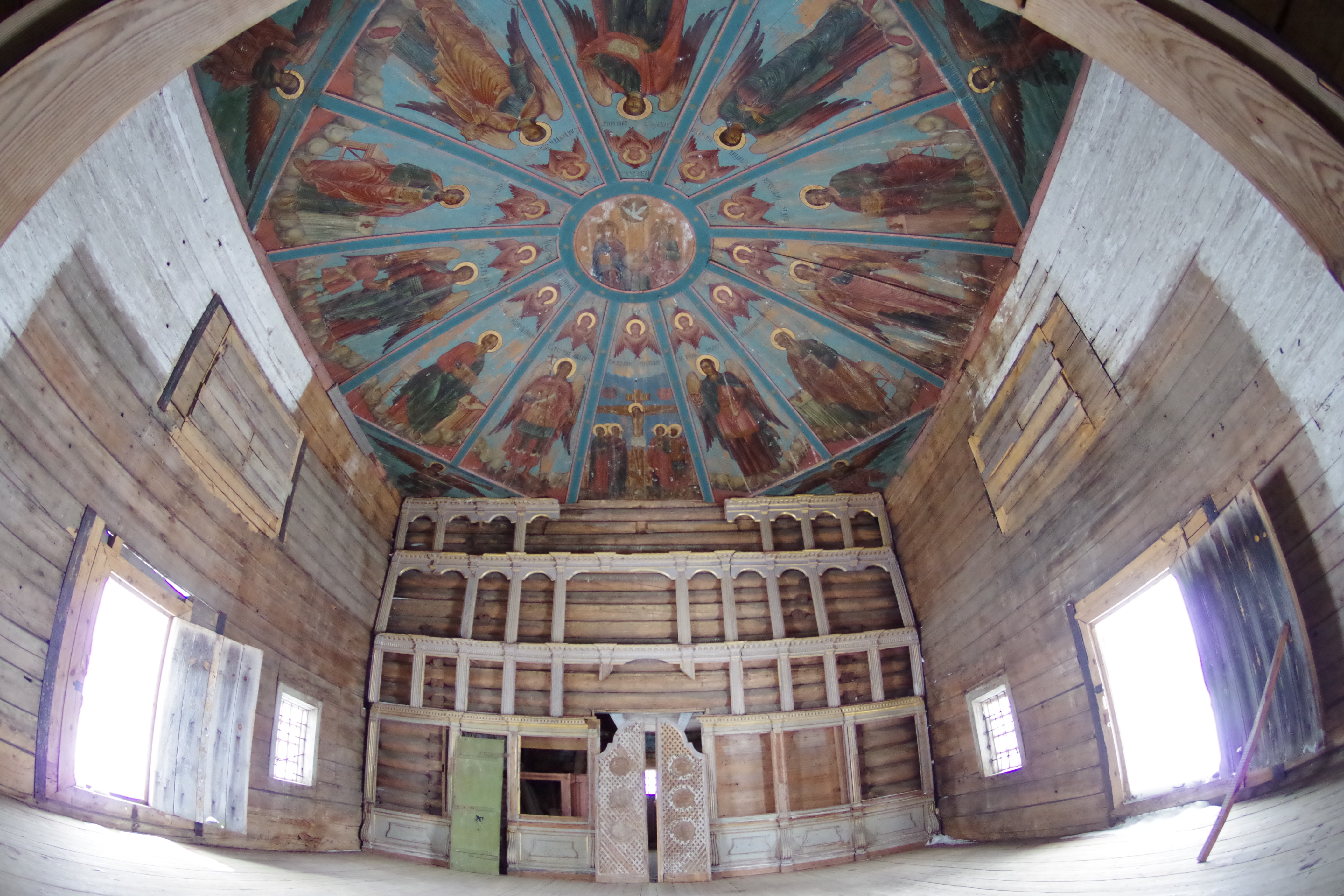
Église Saint Jean Chrisostome 1665 Kiprovo
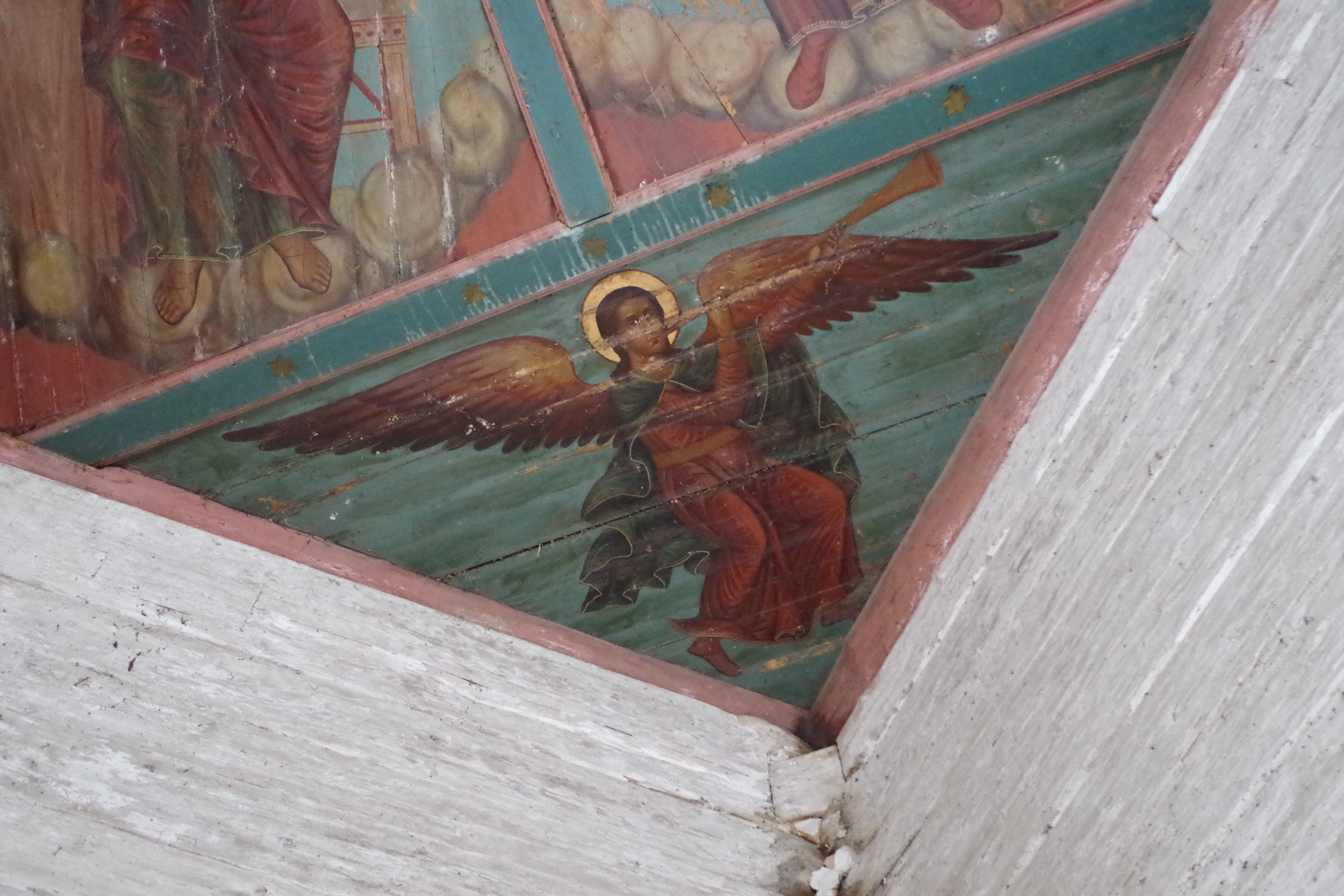
Église Saint Jean Chrisostome 1665 Kiprovo
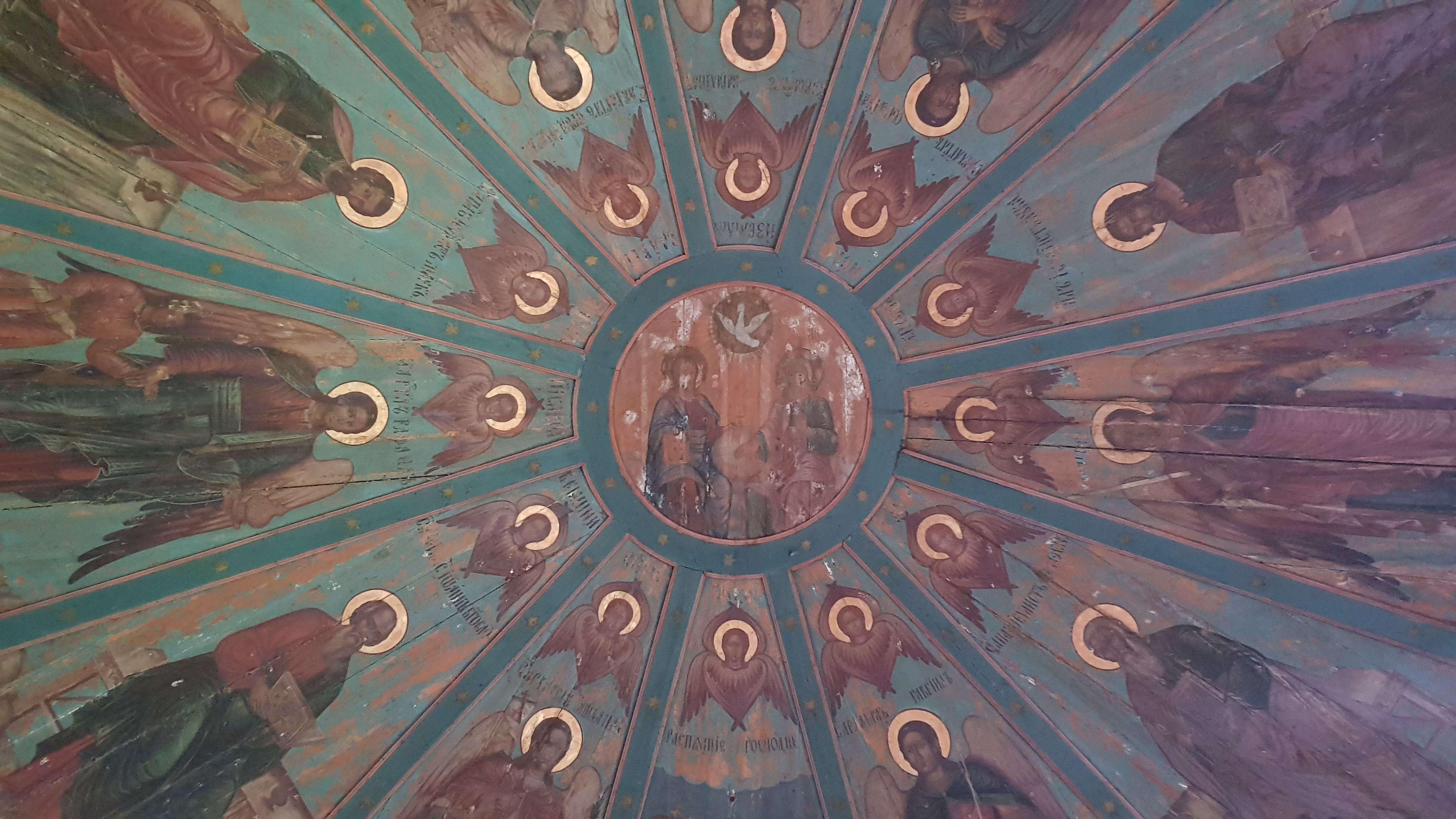
Église Saint Jean Chrisostome 1665 Kiprovo
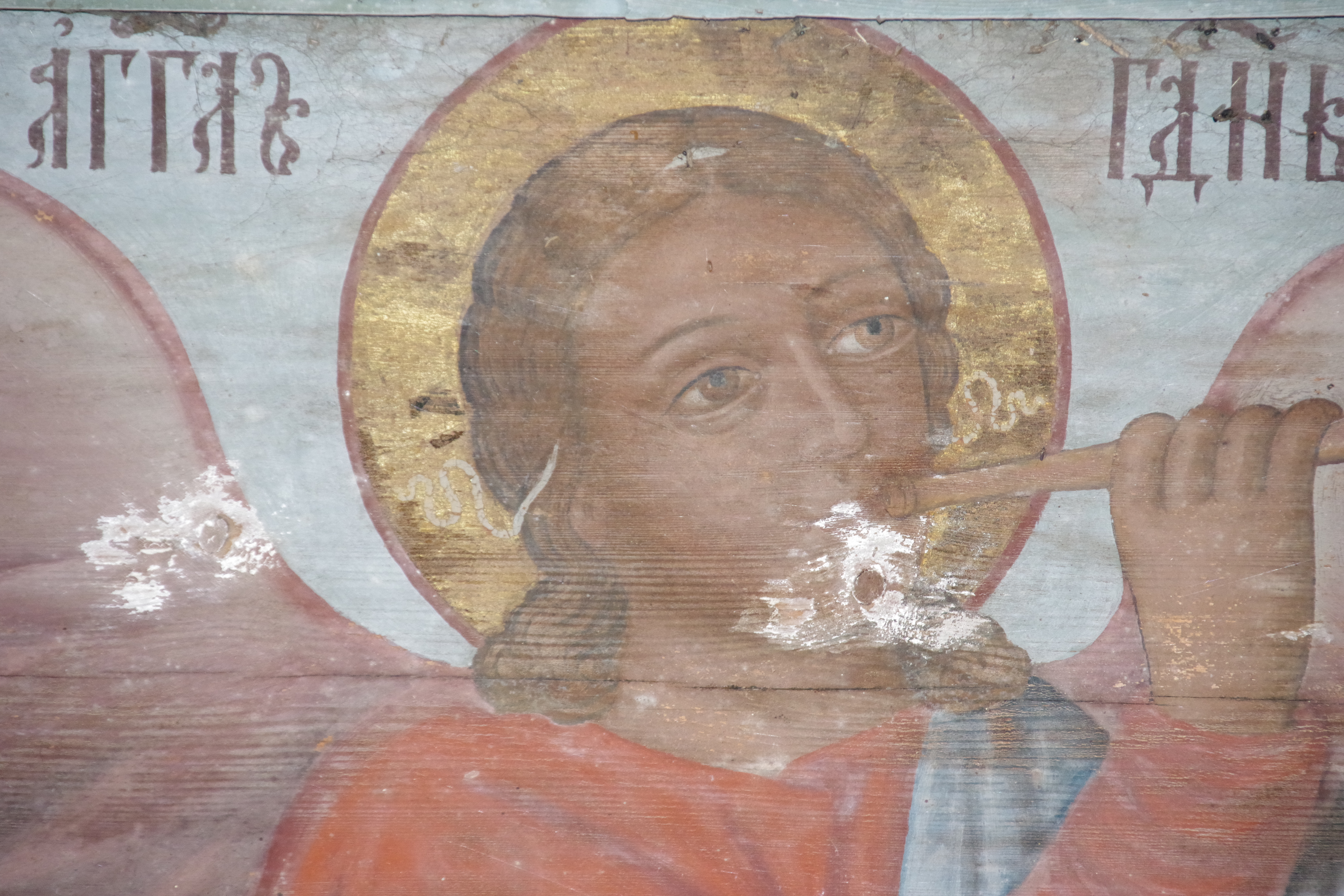
Église de la Nativité-du-Christ (Bolchaïa Chalga) à Kazakovo 1745
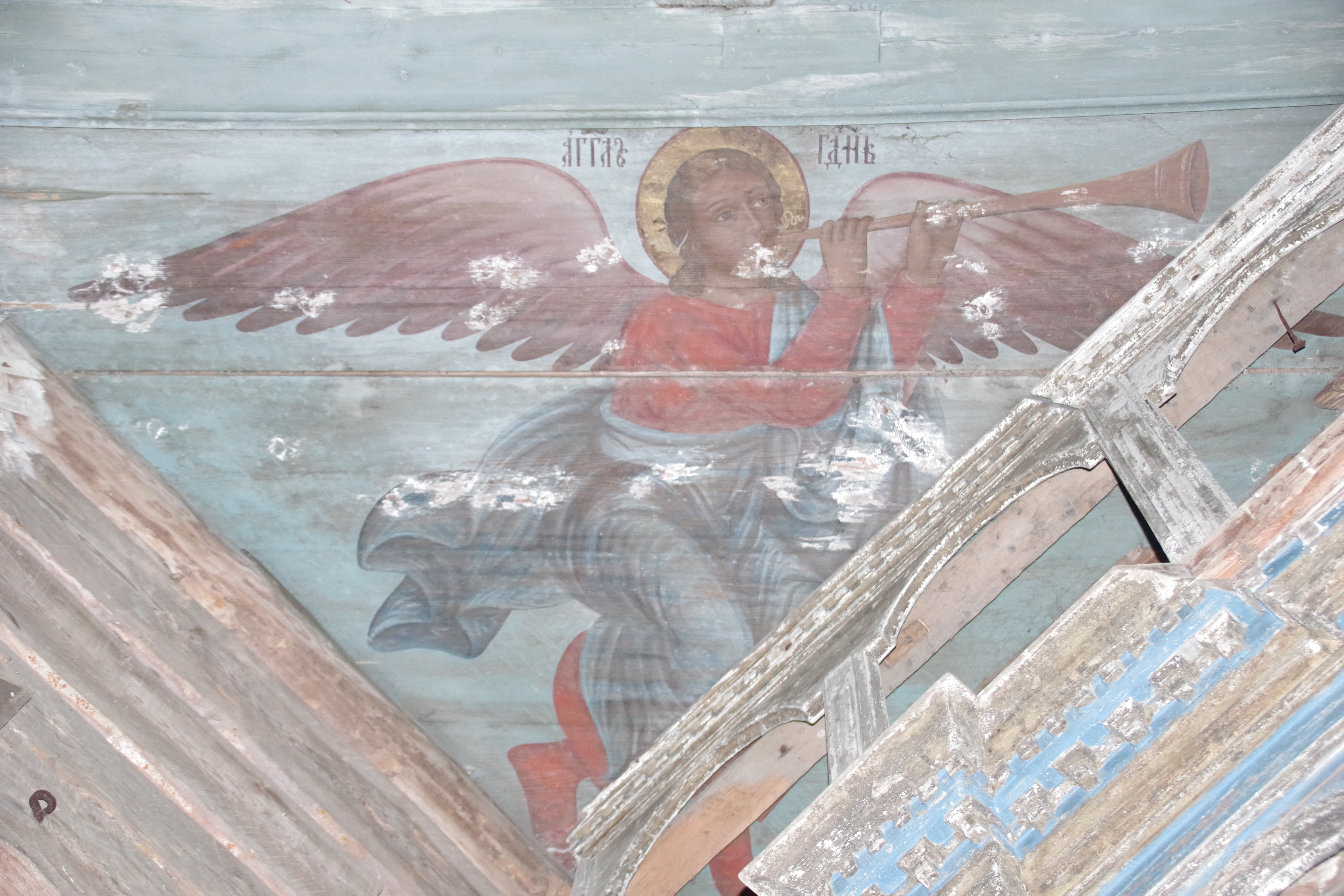
Église de la Nativité-du-Christ (Bolchaïa Chalga) )Kazakovo 1745

### Sculpture
Peu de traces de la sculpture russe ancienne de Kargopol sont arrivées jusqu'à aujourd'hui. Il s'agit le plus souvent de décoration d'iconostases.

## Art populaire

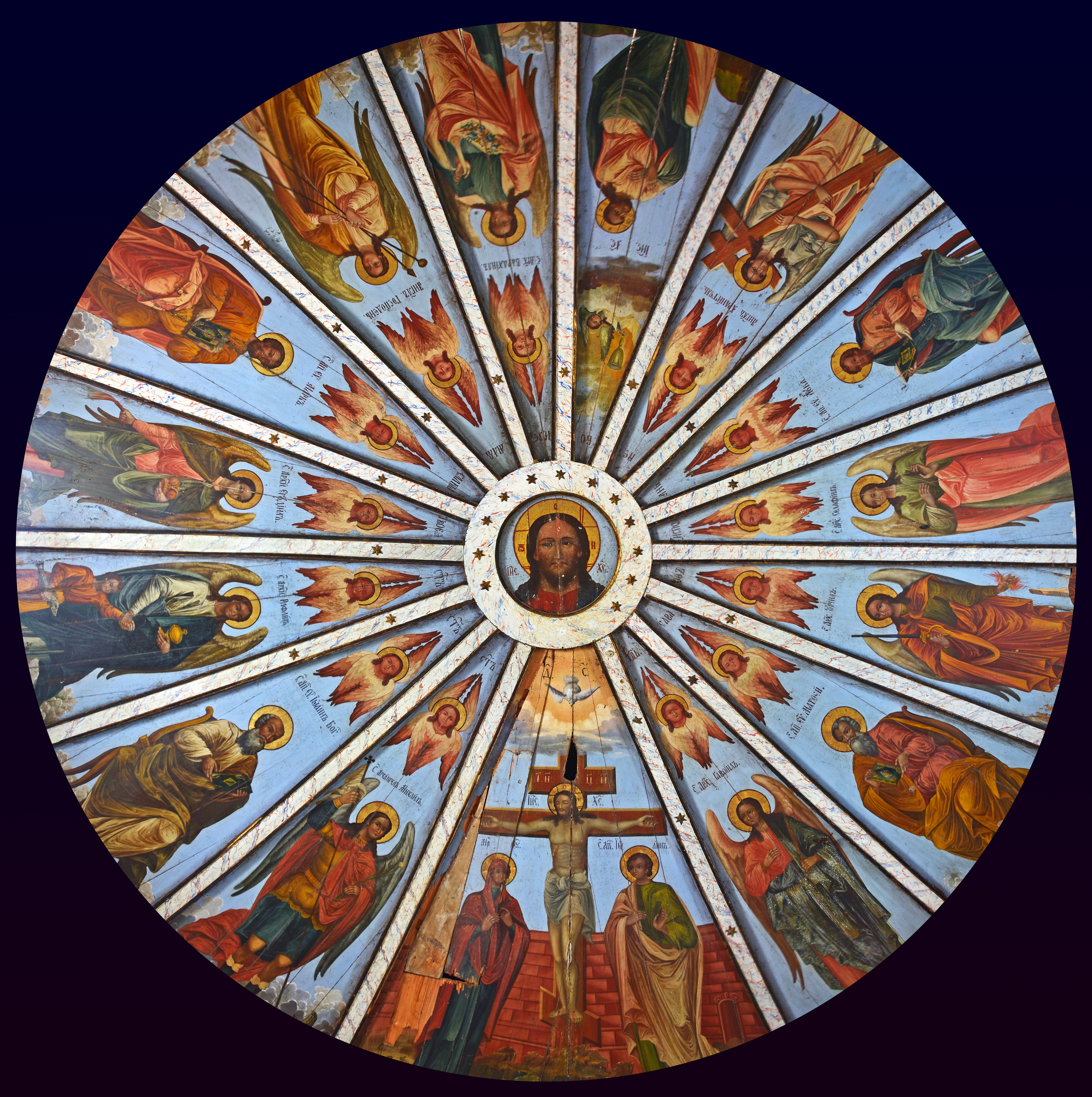
Chelokhovskaïa,église Saint Mikhaïl Archange

Depuis la seconde moitié du XIXe siècle, la région de Kargopol a commencé à faire l'objet d'études architecturales de la part de chercheurs, de photographes, de peintres, de dessinateurs, d'architectes et d'historiens d'art. On peut citer parmi les plus réputés : Fyodor Gornostayev (en) et Vladimir Suslov (en), Ivan Bilibine et Igor Grabar. Les auteurs, compositeurs interprètes de musique, de bylines sont enregistrés (Pavel Rybnikov, Vsevolod Miller, Aleksandr Hilferding).
Des amateurs locaux rassemblent des œuvres de l'art populaire. Une riche collection constituée a permis de créer un musée d'histoire locale auquel a participé notamment K. Kolpakov. Des milliers de contes de fées, de proverbes, de chansons ont été conservés.
En 2007 a été ouverte la Bibliothèque du Nord russe à Kargopol. La veuve de l'écrivain Henri Gounkine (ru) a fait don à la Bibliothèque des collections de son mari.
Kargopol est réputée pour son artisanat folklorique, ses ateliers de fabrication de jouets et d'autres productions artisanales d'art populaire telles que des peintures, des sculptures, de la broderie, des tissus décorés, des jouets en argile.
À la fin du mois d'octobre 2019, la ville de Kargopol a été reprise dans le réseau des villes créatives en matière d'art et d'artisanat populaire par l'UNESCO.

## Musée-zapovednik d'histoire, d'architecture et des beaux-arts de Kargopol
L'origine du musée date d'il y a cent ans. Le musée public est créé à Kargopol, oblast d'Arkhangelsk en Russie en 1919. Son fondateur est un bourgeois de la ville dénommé Kapiton Kolpakov (1845-1922). En langue russe son nom est : Каргопольский государственный историко-архитектурный и художественный музей. (Kargopolski gassoudarstvennyi istoriko-arkhitektournyi i khoudojetstvennyi mouzeï)
À l'origine des collections du musée on trouve celles de Kolpakov. Elles comprenaient des manuscrits, des armes, de la porcelaine, des portraits, soit environ 600 objets. Le 27 mars 1919, un accord est signé pour transférer cette collection au département de l'éducation de l' l'ouïezd de Kargopol. En 1923, la collection est déplacée de la maison du fondateur à l'église de l'Élévation de la Croix (aujourd'hui disparue) et est ouverte au grand public. Dix ans plus tard elle est transférée à l'église de la Présentation-de-Marie-au-Temple. En 1936, sont apportés aux collections existantes des icônes, des livres, des objets liturgiques provenant de monastères et d'églises fermées qui étaient stockés dans la cathédrale de la-Nativité-du-Christ. Au début des années 1980, l' église de Zosime-et-Savvati est transférée au musée et à la fin des années 1980 l' église de la Trinité également. Des ensembles architecturaux, dont celui de Gavrilovskaïa appelé Liandiny, celui d' Ochevenski et celui du pogost de Zaounino à Kiprovo sont également transférés au musée devenu un zapovednik à partir de 1992-1993. En 2001, ce zapovednik obtient son statut fédéral au sein de l'oblast d'Arkhangelsk.